# Antonio Vanegas Arroyo

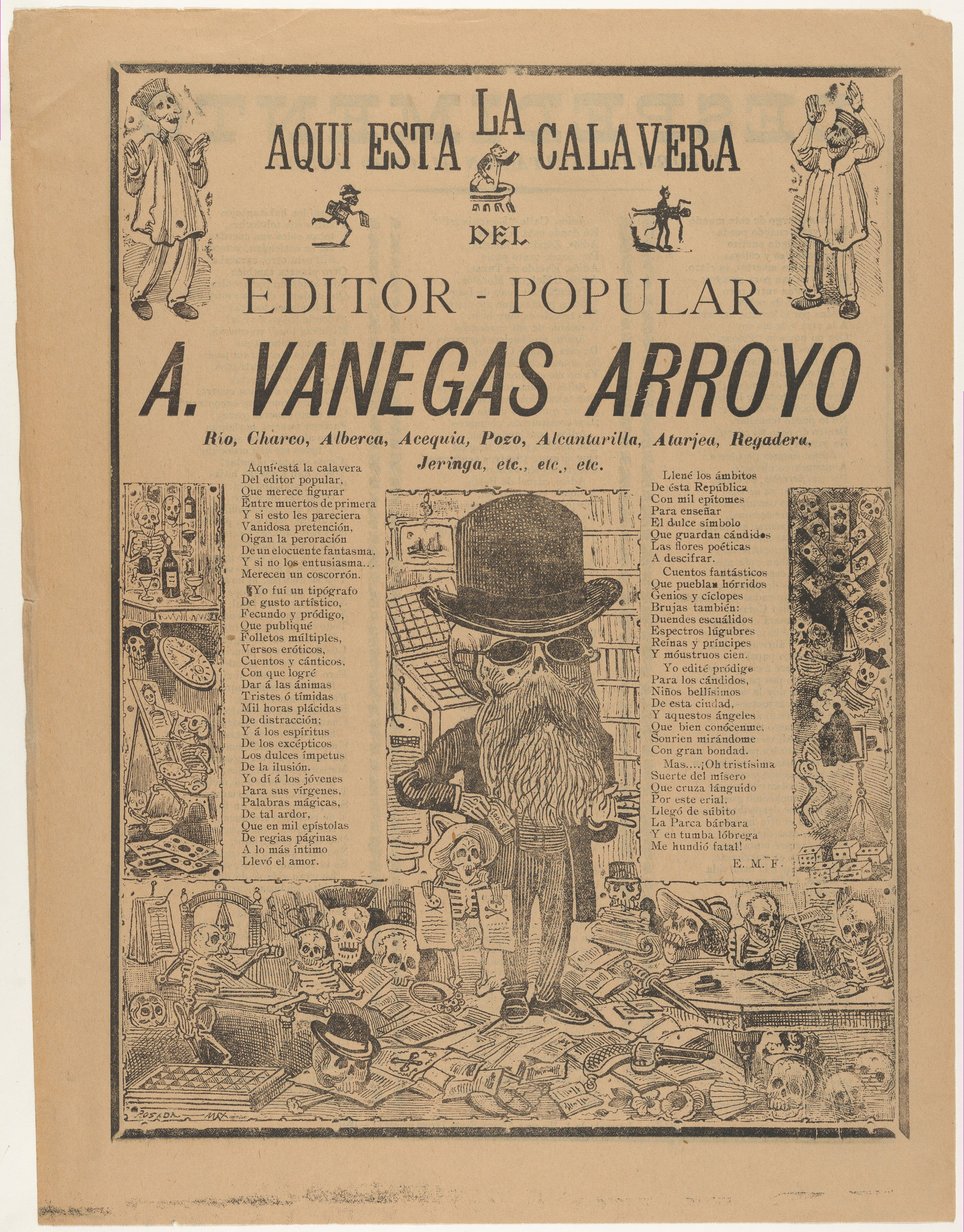
Una calavera literaria de Antonio Vanegas Arroyo publicada por él mismo.

Antonio Vanegas Arroyo (Puebla, 1852 - México, D. F., 1917) fue un impresor y editor mexicano. Principalmente produjo materiales de bajo costo y de tema y estilo popular, como hojas volantes con relaciones de sucesos, corridos, noticias sensacionalistas y versos jocosos, así como cuadernillos con oraciones, remedios tradicionales, recetarios, cancioneros, entre muchos otros. La imprenta de Vanegas Arroyo fue la más importante de su tipo en el México de finales del siglo XIX y principios del XX. Fue reconocida tempranamente debido a que el grabador mexicano José Guadalupe Posada realizó para ella una parte fundamental de su obra gráfica.

## Biografía
La primera reseña biográfica que se conoce sobre Antonio Vanegas Arroyo fue la nota necrológica escrita por Nicolás Rangel a propósito de la muerte del editor, que aconteció el día 14 de marzo de 1917. Muchos de los datos ofrecidos en aquel texto serán reiterados en los años sucesivos. A mediados de siglo XX, los veremos reaparecer, añadidos, aumentados y con más detalles, en los manuscritos de la biografía de Vanegas Arroyo redactados por Arturo Espinosa, quien fue de los más asiduos escritores colaboradores del editor. En años recientes, los datos biográficos de Vanegas Arroyo se han ido precisando con las investigaciones de archivo hechas por sus descendientes.
De todo lo anterior, se sabe que Basilio Antonio Vanegas Arroyo nació el 14 de junio de 1852 en la ciudad de Puebla de Zaragoza. Sus padres fueron Antonia Arroyo León y José María Vanegas Gómez, quien trabajaba como director de la imprenta El Hospital también en la ciudad de Puebla. En 1867, su familia se trasladó de dicha ciudad a la capital, siendo Antonio un joven de 15 años de edad. Una vez instalados, su padre fundó un taller de encuadernación en cuyas labores Antonio se involucró. En ese taller conocería a Carmen Rubí, quien trabajaba como aprendiz y quien el 16 de septiembre de 1874 se convertiría en su esposa.

El nuevo matrimonio residiría en la casa paterna por algún tiempo, pero poco después del nacimiento de su primer hijo José Melitón Carlos en 1876, buscarían su independencia, mudándose al número 9 de la calle de la Encarnación, en el centro de la capital, e instalando ahí mismo su propia encuadernadora y futura imprenta, la cual quedaría oficialmente inaugurada en el año de 1880. Arturo Espinosa ofrece un curioso retrato de ese determinante suceso:
Sin amedrarse y sobrante de ánimos, con un mostrador, una desvencijada estantería y algunos palos más, formó una encuadernación; secundado eficazmente por su mujercita y ¡a trabajar!

Solicitó y obtuvo encargos de varias casas editoras. […] A fuerza de economías, juntó para comprar una prensa de madera de las que llamaban de “frasqueta”. Adquirió también algunos tipos y otros utensilios y vio hechos realidad los sueños de su juventud: tener una imprenta, que empezó a funcionar en 1880.
A partir de entonces, la vida de Vanegas Arroyo y de su familia se volvería indisociable del devenir de su imprenta, que poco a poco se consolidaría como la empresa editorial de materiales populares más importante de la capital y cuyas producciones llegaban a todo el país. En condiciones de prosperidad comercial se encontraba aun cuando, el 14 de marzo de 1917, falleció, quedando el negocio a cargo de su hijo Blas, quien lo haría funcionar ahora como Imprenta Testamentaría de Antonio Vanegas Arroyo. 

La muerte del editor Antonio Vanegas Arroyo sería muy sentida no solo por sus familiares y amigos, sino también, según cuenta Nicolás Rangel, por los “papeleritos” que vivían de la venta ambulante de los impresos por él producidos. Estos “desarrapados papeleros”
pidieron la gracia de permitirles formar la Guardia de Honor a su “Don Antoñito”. De cuatro en cuatro fueron turnándose durante el día y toda la noche, hasta que los restos mortales del folklorista mexicano don Antonio Vanegas Arroyo fueron a descansar para siempre en el Panteón de Dolores.
Pese a que la obra editorial de Vanegas Arroyo fue vista con desprecio por gran parte de los sectores ilustrados del porfiriato debido a su carácter popular, no cabe duda de que se trató de un hombre con un extraordinario talento no sólo para los negocios, sino también para saber percibir, captar, adaptar, ensamblar e imprimir los textos, imágenes y formatos que gustarían y serían comprados por montones por la gente.

## Funcionamiento de la imprenta
La imprenta de Antonio Vanegas Arroyo funcionó de 1880 a 1917 bajo la dirección de su fundador, en diferentes ubicaciones del centro de la capital mexicana. A la muerte de don Antonio, la empresa quedó a cargo de su hijo Blas y posteriormente del hijo de éste, Arsacio, operando como Imprenta de la Testamentaría de Antonio Vanegas Arroyo aproximadamente hasta la tercera década del siglo XX.
El taller de la imprenta de Vanegas Arroyo mantenía muchas de las prácticas típicas de los talleres de imprenta europeos desde el siglo XVIII e incluso antes, los cuales “[…] se regían por las reglas del trabajo artesanal y el régimen gremial”, además de que en ellos era común el heredar el oficio de padres a hijos, así como involucrar a toda la familia, incluidas mujeres y niños, en el trabajo artesanal de cosido, coloreado y venta de los impresos. Todo esto lo encontramos en la dinámica de la imprenta de Vanegas.
Otro rasgo en común con la tradición de las imprentas europeas es precisamente el régimen gremial y la división del trabajo. Había espacios y funciones diferenciados para cada una de las partes que involucraba el impreso: escritores, grabadores, cajistas, impresores, vendedores, etc. La figura del editor reunía a todos estos oficios, pero cada uno tenía su autonomía y podía trabajar para otro editor o para otros fines particulares. En el taller estaban sólo quienes hacían los trabajos más directos, como los cajistas, tipógrafos, prensistas e impresores.
Los escritores acudían con Vanegas Arroyo cuando tenían algún manuscrito para ofrecerle o cuando el propio editor les encargaba algún tema a desarrollar, ya fuera en verso o en prosa. Debido a la mala fama que entre los círculos letrados tenía Vanegas Arroyo como editor “de barrio”, no era frecuente que los escritores firmaran sus composiciones. Sin embargo, algunos sí se encuentran dispersos por los impresos y otros más se conocen a través de la documentación administrativa conservada por los herederos. Así, algunos de los escritores que publicaron en los impresos de Vanegas Arroyo fueron: Constancio S. Suárez, Arturo Espinosa alias “Chónforo Vico”, Raymundo Díaz Guerrero, Juan Flores del Campo, Francisco Osácar, Rafael Romero, entre otros.

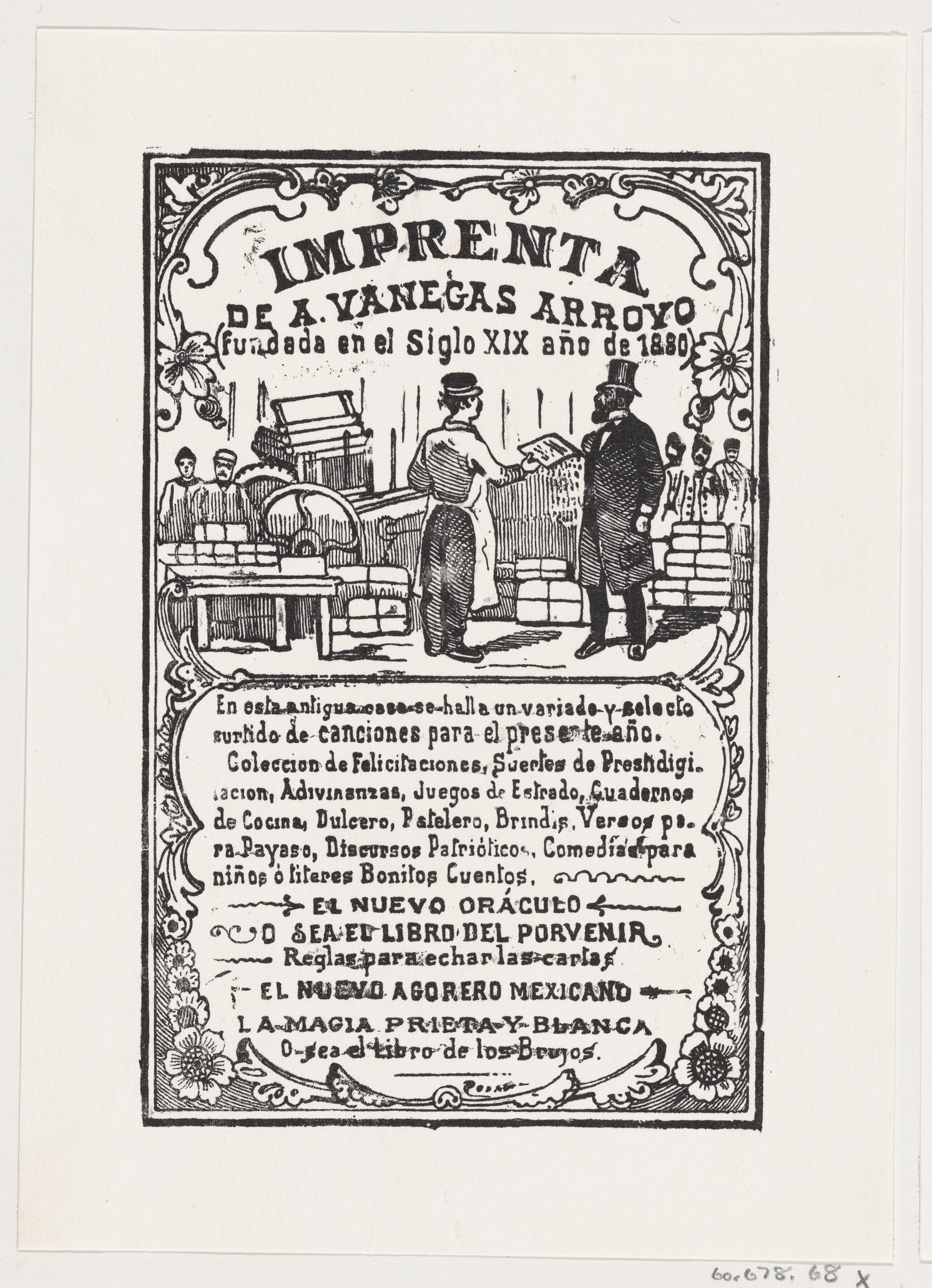
Una recreación del taller de la imprenta de Vanegas Arroyo.

Los grabadores que ilustraron los impresos también tenían sus propios talleres. Entre los que trabajaron para Vanegas Arroyo, sobresalen Manuel Manilla y José Guadalupe Posada, quien recuperó y perfeccionó el estilo popular desarrollado por el primero. Ambos trabajaron también para otras publicaciones de la época, pero su relación con Vanegas Arroyo fue un binomio muy especial, pues con su buen ojo para lo popular, el editor les encarga las ilustraciones que complementarían los textos de sus hojas volantes o que adornarían las portadas de sus cuadernillos. Los avances en la tecnología de la imagen hicieron variar el producto que los artistas gráficos entregaban al editor y que luego él se encargaba de hacer imprimir y reimprimir. Manilla trabajó principalmente con planchas de plomo en las que grababa la ilustración; Posada, aunque también empleó el plomo, por la gran cantidad de encargos que recibía del editor y por la prisa por sacarlos, echó mano también del fotograbado, mediante el que “[…] le podían sacar foto a un dibujo, hacer un negativo y luego una placa de zinc, con la cual se imprimía”.
Una vez que texto e imagen quedaban ensamblados y se imprimían por millares, los vendedores y distribuidores se encargaban de hacerlos llegar a cada rincón de la ciudad y del país. Para lo primero, Vanegas Arroyo contaba con un expendio en el frente de su taller, en el cual exhibía pegados en las paredes y en el mostrador los montones de impresos que tenía a la venta. A ese expendio acudían, además de los particulares, los vendedores populares, conocidos como “papaleritos” que adquirían los impresos al mayoreo para luego venderlos por las esquinas de la ciudad, cantando o declamando a todo pulmón, ante un corro de curiosos, los versos o alarmantes títulos de las hojas volantes.
 

Otra vía de salida de las hojitas y cuadernillos, especialmente de los religiosos, que eran producidos en abundancia por Vanegas Arroyo, eran los puestos colocados a las afueras de las iglesias, como cuenta pintorescamente Rubén M. Campos:

[Los impresos] aparecían depositados en las mesitas de pino que decoraban la entrada de las iglesias, vigiladas por una vieja que también vigilaba los exvotos de estaño, los rosarios de hueso de coyol y los escapularios benditos y pequeños sacos con cera de Agnus para colgar al cuello.
Los impresos de Vanegas Arroyo traspasaron las fronteras de la Ciudad de México mediante su envío al mayoreo a diversas tiendas, papelerías, mercerías, misceláneas, librerías e incluso compañías teatrales de muchas ciudades de la República y de los Estados Unidos. El editor recibía tanto solicitudes para el envío del catálogo con su oferta editorial, como pedidos específicos en función de los intereses del cliente que los distribuiría.
Así pues, aunque mantenía rasgos artesanales que habían permanecido prácticamente sin cambios a lo largo de los siglos, la imprenta de Vanegas Arroyo también fue una innovadora y exitosa empresa de alcance internacional que se mantuvo en auge por varias décadas.

## Producción editorial
El tipo de formatos, temas, géneros y formas textuales que imprimió Vanegas Arroyo provienen de la literatura de cordel y de tradición oral europea, aunque también presentan rasgos originales mexicanos, además de que se vieron influenciados por los discursos y publicaciones de la época, entre los cuales el periodismo noticioso iba tomando cada vez una fuerza mayor.

En tanto género editorial, la literatura popular impresa tiene como rasgo distintivo su enorme variedad, ya que:
[…] los editores […] saltaban los estrictos límites establecidos entre géneros literarios, prosa y poesía, texto e imagen, alta y baja literatura, y empleaban indiscriminadamente cualquier material que augurase una recepción masiva entre el público lector.
Esta variedad atañe a todos los elementos antes mencionados: formatos, temas, géneros y formas, pero también en cuanto a sus prácticas de consumo y de lectura, pues hubo impresos para todos los bolsillos, así como para variopintos usos: instructivos, devocionales, lúdicos, informativos, para ser cantados, recitados, leídos, memorizados, vistos, colgados en las paredes, etc.
Una organización a partir del formato del impreso puede ser un buen camino de entrada hacia esta diversidad. Fueron cinco los formatos principales impresos por Vanegas Arroyo: hoja volante (1 o 2 páginas); “pliego de cordel” (4 páginas); cuadernillo (de 8 hasta 16 páginas, más cubiertas si las tiene); librillo (de 17 hasta 64 páginas) y libros (rebasan los 65 páginas).

### Hoja volante
Fue, junto con el de los cuadernillos, el formato más socorrido por la imprenta de Antonio Vanegas Arroyo. Básicamente, consiste en una hoja impresa por una o ambas caras. Su tamaño más recurrente fue de aproximadamente 20 x 30 cm, con orientación vertical, pero también hubo impresiones en un tamaño mayor de 30 x 40 cm y aun algunos afiches más grandes. Su estructura básica fue la de un íncipit o título llamativo que anunciaba el tema a tratar, un grabado ilustrativo, un texto en prosa y alguno más en verso. Las hay también con sólo verso y en mucho menor medida sólo con prosa.
La hoja volante fue el formato predilecto para imprimir los contenidos noticiosos, que aludió a sucesos como los desastres naturales (temblores, terremotos, inundaciones… y humanos (descarrilamientos de trenes, explosiones, incendios…); los históricos (conmemoraciones, eventos públicos) y políticos (sobre Porfirio Díaz, política internacional y, por supuesto, lo relacionado con la Revolución mexicana); crímenes y procesos penales, incluidos los fusilamientos de soldados rebeldes; suicidios y otros eventos sensacionalistas; sucesos sobrenaturales; milagros de vírgenes y santos, y más.
También contenidos más meramente líricos o de entretenimiento circularon en las hojas volantes, tal como los corridos que exaltaban a los bandoleros sociales o las hazañas de los toreros; las canciones sentimentales y románticas; los versos burlescos y jocosos dedicados a las suegras; los disparates de animales y, por supuesto, las famosas calaveras literarias que, cada noviembre, circulaban de mano en mano haciendo mofa de los personajes políticos del momento y también de tipos sociales como las “garbanceras” o los “lagartijos”.

### Cuadernillo
Un cuadernillo se conforma a partir de uno o varios pliegos que se doblan para obtener desde 8 hasta 16 páginas. Fue muy común el cuadernillo de 16 páginas con un tamaño aproximado de 15 x 10 cm. Aunque también los hubo más pequeños, en torno a las 7.5 x 10 cm. A diferencia de las hojas volantes, los cuadernillos suelen presentar una mayor homogeneidad en cuanto a su forma textual, pues los hay que contienen sólo verso o sólo prosa. Otra de sus características es que Vanegas Arroyo los publicó organizados en colecciones y series numeradas.
Entre los que imprimen principalmente versos, tenemos los cancioneros, publicados en series como Canciones modernas para el presente año, Nueva colección de canciones modernas y Escogidas y bonitas canciones, entre muchas otras. También hubo adivinanceros, agrupados en El pequeño adivinadorcito; así como colecciones de teatro en verso, como la Galería de Teatro Infantil, o de monólogos para payasos. Los modelos para felicitaciones e invitaciones asimismo estaban en verso y fueron publicados con nombres como Ramillete de felicitaciones.
Los cuadernillos en prosa tuvieron una función instructiva y práctica muy clara, pues se trató de manuales para diversas actividades: recetarios de cocina; algunos específicos para pastelería y repostería; para cría de canarios; para peleas de gallos; para remedios caseros; para trucos de magia; para descifrar el significado de los sueños; guías para la adivinación y los pronósticos zodiacales; algunos dedicados a los códigos y lenguaje secreto de los enamorados; guías de bordado, entre otros.
Mención aparte merecen los de temática religiosa, que fueron una parte fundamental de la producción de Vanegas Arroyo, así como de otras imprentas populares del siglo XIX y anteriores. Son muchos los géneros religiosos que se imprimieron en los cuadernillos, tal como: silabarios, visitas, devocionarios, coloquios, loas, pastorelas y novenas para las posadas.